# رود هیلا
رود هیلا (به انگلیسی: Gila River) رودی است در ایالات متحده آمریکا به طول ۱۰۴۴ کیلومتر که به رودخانه کلرادو می‌ریزد. این رود در ایالت های آریزونا و نیومکزیکو جریان دارد.